# 一勝地駅
一勝地駅（いっしょうちえき）は、熊本県球磨郡球磨村大字一勝地甲字友尻にある、九州旅客鉄道（JR九州）肥薩線の駅である。

## 歴史
- 1908年（明治41年）6月1日：帝国鉄道庁が開設[2]。
- 1909年（明治42年）
  - 10月12日：国有鉄道線路名称制定、人吉本線の駅となる[3]。
  - 11月21日：線名改称・鹿児島本線の駅となる[3]。
- 1914年（大正3年）4月7日：駅全焼。出火原因はストーブの煙突。[4]
- 1927年（昭和2年）10月17日：線名改称・肥薩線の駅となる[5]。
- 1973年（昭和48年）9月20日：貨物取扱廃止[6]。
- 1984年（昭和59年）2月1日：荷物扱い廃止[6]。
- 1986年（昭和61年）11月1日：電子閉塞装置導入[3]により無人化[7]。
- 1987年（昭和62年）4月1日：国鉄分割民営化により九州旅客鉄道が継承[3]。
- 1994年（平成6年）：駅事務室部分にJA球磨一勝地駅支所が入居し、簡易委託化。
- 2004年（平成16年）3月13日：特急「九州横断特急」運転開始。それに伴い、急行「くまがわ」が特急に格上げされた[3]。
- 2005年（平成17年）：受託者が球磨村に変更。実際の業務を球磨村観光協会に再委託。
- 2016年（平成28年）3月26日：特急「九州横断特急」の人吉発着便及び特急「くまがわ」が廃止され、優等列車の乗り入れがなくなり、普通・快速列車のみとなる[8]。
- 2017年（平成29年）3月4日：特急（D&S列車）「かわせみ やませみ」が運転開始[9]。
- 2018年（平成30年）3月17日：鹿児島本線直通の快速列車が廃止[10]。
- 2019年（令和元年）9月1日：再委託先を「くまむら山村活性化協会」に変更。
- 2025年（令和7年）
  - 3月31日：くまむら山村活性化協会への再委託、駅事務所内での物販販売を終了。翌日より窓口業務休止。
  - 5月1日：球磨村が会計年度任用職員を採用し、村直営により窓口業務再開。

## 駅構造
単式ホーム2面2線を有する地上駅。以前は単式ホーム1面1線と島式ホーム1面2線の2面3線で、単式ホーム側に駅舎のある構造を持っていたが、島式ホーム内側の線路を撤去したことにより、ホーム・線路・ホーム・線路、の順の特異な配列を持つ2面2線の構造となった。回廊のある古い木造駅舎が残る。
球磨村が受託る簡易委託駅（平日・土曜のみ営業）。かつては有人駅で広い構内を持ちながら普通列車のみ停車する駅であった。無人化後しばらくは荒廃した無人駅となっていたが、旧駅舎にJA球磨一勝地駅支所が開設・入居してからは簡易委託駅となり、観光地も多いため九州新幹線開業後は観光誘致を目的として「SL人吉」や特急「くまがわ」「九州横断特急」の停車駅に昇格した。2016年3月26日ダイヤ改正で特急列車が廃止され、快速列車の停車駅となったが、2017年3月4日のタイヤ改正から観光特急「かわせみ やませみ」及び観光列車「いさぶろう・しんぺい」が停車するようになった。乗車券や特急券、指定席券などは補充券や常備券での販売となるが、長期不通が続いている現在は代行輸送が行われている人吉駅までの片道・往復乗車券のみ発売となっている。
「SL人吉」運行日のみ、停車時間に合わせてホームで駅弁「一勝地弁当勝つ弁」が販売されている。

### のりば
| のりば | 路線    | 方向 | 行先           |
| ------ | ------- | ---- | -------------- |
| 1      | ■肥薩線 | 下り | 人吉・吉松方面 |
| 2      | ■肥薩線 | 上り | 八代・熊本方面 |

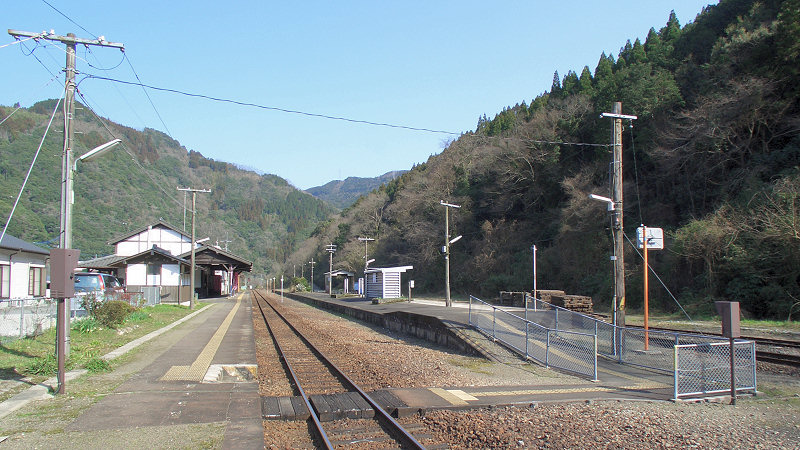
構内（2007年2月）
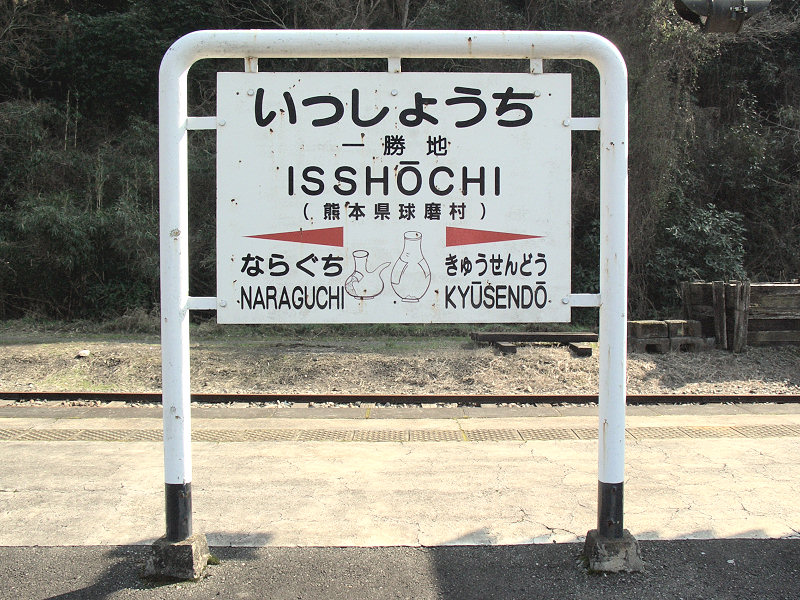
一勝地焼をイメージしたイラストの描かれた駅名標（2007年2月）

## 駅周辺
集落が球磨川両岸と芋川両岸に広がっている。特に、球磨川に注ぐ芋川沿い（一勝地温泉方向）に集中している。駅前には産交バスの一勝地駅バス停がある。
- 球磨川
- 熊本県道・鹿児島県道15号人吉水俣線 - 人吉から一勝地までは球磨川に沿って走り、一勝地からは芋川に沿って走っている。
- 熊本県道304号一勝地神瀬線
- 球磨橋
- 一勝地温泉[11]
- 国道219号 - 対岸を走っている。
- 球磨村役場 - 球磨橋を渡った対岸にある。

## その他
- 縁起の良い名前の駅であるため、駅窓口にて「必勝お守り記念入場券」を販売している。スポーツ選手や受験生などが勝利（合格）を祈願し買いに来る。人吉駅窓口でも購入できるほか、例年受験シーズンになると枚数限定で熊本駅みどりの窓口でも発売している。また、駅に隣接する一勝地郵便局でもお守りを販売している。
- 肥薩線の真幸駅との乗車券は、「一生(一勝地駅)幸せ(真幸駅)」という語呂で親しまれており、JR九州でも「一生(一勝)幸せきっぷ」として販売されていたが、2025年（令和7年）4月1日の運賃改定に伴い発売を終了した。

## 隣の駅
※特急「いさぶろう・しんぺい」「かわせみ やませみ」・臨時快速「SL人吉」の隣の停車駅は各列車記事を参照のこと。
九州旅客鉄道（JR九州）
■肥薩線
球泉洞駅 - 一勝地駅 - 那良口駅